# Mickey Marcus
David Daniel Marcus (přezdívaný Mickey Stone; 22. února 1901 New York – 10. června 1948 Abú Ghoš) byl plukovník Armády Spojených států amerických a později první izraelský generál (aluf), který se výrazně podílel na organizaci procesů s válečnými zločinci v Německu a Japonsku.
V roce 1948 odcestoval do Palestiny, aby pomohl Izraeli v první arabsko-izraelské válce. Během války byl jmenován do hodnosti generála (aluf), čímž se stal prvním izraelským vojákem v této hodnosti. Byl zabit v červnu téhož roku spřátelenými jednotkami. V roce 1966 ho ztvárnil Kirk Douglas v hollywoodském filmu Velký žal.

## Mládí
Narodil se 22. února 1901 v manhattanské čtvrti Lower East Side jako páté dítě Mordechaie a Leah Marcusových, židovských imigrantů z Rumunska. Střední školu navštěvoval v Brooklynu a v roce 1920 byl přijat na Vojenskou akademii Spojených států ve West Point, kterou absolvoval o čtyři roky později. Po večerech studoval právnickou univerzitu. Po studiích působil jako asistent amerického státního zástupce v New Yorku a pomohl rozbít zločinecký gang Luckyho Luciana.

## Vojenská kariéra

### Druhá světová válka
Po odchodu z aktivní služby působil v organizovaném záložním sboru. V roce 1939 vstoupil do sboru vojenských prokurátorů a o rok později se vrátil do aktivní služby.